# كوسي كامو
كوسي كامو (باليابانية: 加茂公成) مواليد 10 مايو 1932 في طوكيو، هو لاعب كرة مضرب ياباني يلعب باليد اليمنى. هو أحد أبطال الجراند سلام. فاز ببطولة أمريكا الوطنية سنة 1955.

## النهائيات

### اللقب
| السنة | البطولة           | الشريك       | المنافس                  | النتيجة                 |
| 1955  | البطولة الأمريكية | اتسوشي مياجي | جيرالد موس وليام كويليان | 6–3, 6–3, 3–6, 1–6, 6–4 |

## روابط خارجية
- كوسي كامو على موقع رابطة محترفي التنس (الإنجليزية)
- كوسي كامو على موقع الاتحاد الدولي لكرة المضرب (الإنجليزية)
- كوسي كامو على موقع كأس ديفيز (الإنجليزية)
- كوسي كامو على موقع أرشيف التنس.كوم (الإنجليزية)
- كوسي كامو على موقع بطولة ويمبلدون (الإنجليزية)
- كوسي كامو على موقع خلاصة التنس.كوم (الإنجليزية)